# Yu-Gi-Oh! Duel Links
Yu-Gi-Oh! Duel Links è un videogioco free-to-play per Android, iOS e PC, basato sul gioco di carte collezionabili Yu-Gi-Oh!. Sviluppato da Konami e pubblicato da Konami Digital Entertainment, è entrato in closed beta il 7 ottobre 2016 ed è stato pubblicato, inizialmente solo in Australia e Singapore ed esclusivamente su dispositivi mobili, il 27 ottobre dello stesso anno. Il 17 novembre 2016 ha debuttato in Giappone, per poi uscire nel resto del mondo l'11 gennaio 2017. Il 17 novembre 2017, con la sua pubblicazione sulla piattaforma Steam, è stato reso disponibile anche su PC.

## Trama
Duel Links presenta personaggi dell'intera serie anime Yu-Gi-Oh! Duel Monsters e di tutte le altre serie di Yu-Gi-Oh. Seto Kaiba ha creato una realtà virtuale "Duel World" al fine di raccogliere i migliori duellanti in modo che possano competere. I giocatori hanno all'inizio la possibilità di giocare nei panni di Yami Yugi o di Seto Kaiba. Continuando a vincere i duelli, si sbloccano altri personaggi, compreso quello che il giocatore non ha scelto all'inizio.

## Modalità di gioco
Il videogioco usa un formato conosciuto come "Speed Duels" che usa le regole del gioco di carte con varie modifiche. I giocatori hanno 4000 Life Points, la Main Phase 2 è rimossa, il numero di zone per mostri e per magie e trappole viene ridotto da 5 a 3, il mazzo è ridotto a 20-30 carte da 40-60 il mazzo extra a 7 da 15 (anche se questo numero è stato aumentato periodicamente), e i giocatori iniziano con una mano di 4 carte invece di 5. I giocatori possono usare anche Abilità che influenzano i duelli in vari modi. Alcuni di questi effetti sono l'aggiungere carte alla mano o sul campo, aumentare le statistiche dei mostri, aumentare i Life Points, aggiungere carte al mazzo all'inizio del duello, cambiare la mano di partenza del giocatore, e rivelare i contenuti delle carte coperte. Il duello viene vinto  azzerando i life points dell'avversario, facendolo arrivare a corto di carte, o tramite qualche condizione particolare (Exodia, Elefante Volante...). I giocatori sono ricompensati con punti esperienza e vari oggetti dopo un duello, e la vittoria porta molti oggetti.
Il giocatore si trova in un hub dove può scegliere vari personaggi non giocabili (PNG) contro cui duellare. Da qui si può anche accedere al Gate che permette di duellare contro i Duellanti Leggendari. Verrà anche visualizzato lo stadio attuale in cui si trova il giocatore. Completando le missioni all'interno della fase, i giocatori possono avanzare alla fase successiva che sbloccherà gradualmente avversari più difficili e duellanti leggendari al cancello. Progredendo negli stadi, il giocatore potrà sbloccare anche le Character Unlock Missions (Missioni Sblocca Personaggio).
Completando le Missioni Sblocca Personaggio, i giocatori possono sbloccare nuovi Duellanti Leggendari con cui giocare. I Duellanti Leggendari sono basati su personaggi chiave della serie Yu-Gi-Oh, come Joey Wheeler, Maximilion Pegasus, Chazz Princeton e Vellian Crowler. Ogni Duellante Leggendario ha la sua carta distintiva e abilità uniche.
Nuove carte possono essere ottenute per i mazzi del giocatore dai Duellanti Leggendari, dal Commerciante di Carte nel gioco usando vari oggetti o dai pacchetti di carte. I pacchetti di carte vengono acquistati dal negozio in-game usando le gemme, oppure con denaro reale tramite microtransazioni. Il possibile contenuto di un pacchetto di carte può variare a seconda del BOX da cui il giocatore sceglie di acquistare. Ogni carta ha una probabilità di essere estratta in base alla sua rarità. Le carte comuni N e R tendono ad avere effetti più deboli, mentre quelle più rare SR e UR hanno effetti più forti. Il pool di carte distribuito al lancio include molte carte riconoscibili dall'anime Yu-Gi-Oh! Duel Monsters. Con l'aggiunta progressiva di BOX, il pool di carte si è ampliato fino a includere molte carte dei set di Yu-Gi-Oh più moderni.
Al momento del lancio, il formato del gioco non includeva alcuna carta in grado di facilitare le evocazioni più moderne del gioco di carte originale, tra cui Synchro, XYZ, Pendulum, e Link Summon, rendendo il gameplay molto simile alla serie anime originale di Yu-Gi-Oh. Il 28 settembre 2017, GX World è stato aggiunto al gioco, e introdusse molti personaggi e carte della serie anime Yu-Gi-Oh! GX, così come un focus sull'evocazione Fusion. Al 25 settembre 2018, l'aggiornamento 3.0 ha aggiunto il mondo di 5D'S al gioco, introducendo personaggi e carte dall'anime Yu-Gi-Oh! 5D's oltre ad implementare l'Evocazione Synchro nel gioco. Il 26 settembre 2019, il mondo DSOD basato sul film Yu-Gi-Oh!: The Dark Side of Dimensions è stato aggiunto. Il 29 settembre 2020, è stato aggiunto ZEXAL World da Yu-Gi-Oh! Zexal, insieme all'evocazione Xyz. A fine settembre 2021, Arc-V World da Yu-Gi-Oh! Arc-V è stato aggiunto con l'aggiunta dell'evocazione Pendulum. Successivamente esce il mondo Vrains da Yu-Gi-Oh! VRAINS che introduce l'evocazione link. L'anno seguente viene aggiunto il mondo Sevens da Yu-Gi-Oh! Sevens che introduce i Rush Duel. Ad ottobre dell'anno successivo esce il mondo Go Rush da Yu-Gi-Oh! Go Rush!! che introduce l'evocazione per fusione nei Rush Duel.
Il gioco include anche una modalità player versus player dove i giocatori possono duellare in tempo reale con altre persone e cercare partite casuali con giocatori di tutto il mondo. C'è anche una classifica dove i giocatori competono per il rango e i premi tra cui i biglietti che possono essere utilizzati per scambiare con alcune carte.
Regolarmente vengono aperti eventi speciali per un periodo di tempo limitato per fornire varietà e l'opportunità di vincere carte rare e sbloccare nuovi Duellanti Leggendari. Questi eventi hanno tipicamente avversari speciali con obiettivi e missioni che devono essere completati per guadagnare le ricompense Carte e personaggi esclusivi degli eventi sono solitamente resi disponibili al di fuori dell'evento in una data successiva.

## Personaggi giocabili
L'attuale roster dei personaggi giocabili comprende personaggi di Yu-Gi-Oh!, Yu-Gi-Oh! GX, Yu-Gi-Oh! 5DS, Yu-Gi-Oh! The Dark Side of Dimensions, Yu-Gi-Oh! Zexal, Yu-Gi-Oh! Arc-V, Yu-Gi-Oh! VRAINS, Yu-Gi-Oh! Sevens e Yu-Gi-Oh! Go Rush. Questi personaggi possono essere sbloccati completando le loro missioni o eventi speciali.

### Yu-Gi-Oh!
- Yami Yugi
- Seto Kaiba
- Joey Wheeler
- Tea Gardner
- Mai Valentine
- Yugi Muto
- Bruchido Underwood
- Rex Raptor
- Mako Tsunami
- Marik Ishtar
- Yami Marik
- Yami Bakura
- Bandit Keith
- Ishizu Ishtar
- Odion
- Maximillion Pegasus
- Mokuba Kaiba
- Fratelli Paradox
- Arkana
- Bonz
- Espa Roba
- Tristan Taylor
- Lumis e Umbra
- Duke Devlin
- Il Nonno/Solomon Muto

### Yu-Gi-Oh! GX
- Jaden Yuki
- Zane Truesdale
- Aster Phoenix
- Chazz Princeton
- Alexis Rhodes
- Jesse Andersen
- Dr. Vellian Crowler
- Bastion Misawa
- Syrus Truesdale
- Yubel
- Tyranno Hassleberry
- Sartorius Kumar
- Jaden/Yubel
- Blair Flannigan
- Axel Brodie
- Jaden Re Supremo

### Yu-Gi-Oh! 5D's
- Yusei Fudo
- Jack Atlas
- Crow Hogan
- Akiza Izinski
- Leo
- Luna
- Agente Tetsu Trudge
- Predestinato Oscuro Kalin Kessler
- Predestinato Oscuro Carly Carmine
- Predestinato Oscuro Rex Goodwin
- Carly Carmine
- Kalin Kessler
- Antinomy
- Primo

### Yu-Gi-Oh! The Dark Side of Dimensions
- Seto Kaiba (DSOD)
- Mokuba Kaiba (DSOD)
- Sera (DSOD)
- Aigami (DSOD)
- Scud (DSOD)
- Joey Wheeler (DSOD)
- Yugi Muto (DSOD)
- Téa Gardner (DSOD)

### Yu-Gi-Oh! Zexal
- Yuma Tsukumo e Astral
- Bronk Stone
- Tori Meadows
- Reginald "Shark" Kastle
- Kite Tenjo
- Quattro
- Cinque
- Tre
- Anna
- Rio Kastle
- Girag
- Alito
- Mizar
- Dumon
- Vector

### Yu-Gi-Oh! Arc-V
- Yuya Sasaki
- Gong Strong
- Zuzu Boyle
- Shingo Sawatari
- Declan Akaba
- Yuto
- Yugo
- Rin
- Sora Perse
- Shay Obsidian
- Lulu Obsidian
- Dennis Mcfield
- Celina
- Yuri

### Yu-Gi-Oh! Vrains
- Yusaku Fujiki / Playmaker e IA
- Soulburner
- Il Gore
- Blue Angel
- Varis
- Ghost Gal
- Spectre
- Akira Zaizen

### Yu-Gi-Oh! Sevens
- Yuga Ohdo
- Lucidien Kallister
- Romin Kassidy
- Gavin Sogetsu
- Mimi Imimi
- Roa Kassidy
- Nail Saionji
- Asana Mutsuba
- Yuo Goha
- Yuka Goha

### Yu-Gi-Oh! Go Rush
- Yudias Velgear
- Yuhi Ohdo
- Yuamu Ohdo
- Zuwijo Zwil Velgear
- Maddox Sogetsu

## Accoglienza
Il gioco ha ricevuto una media di valutazioni di 4.7/5 sul Play Store di Android, su un totale di oltre un milione di recensioni. Su Steam ha ottenuto un 85% di recensioni "molto positive".
La testata italiana Multiplayer.it lo ha valutato con un 8.3/10, lodando la semplificazione del gameplay rispetto al GCC ma sottolineando come questo snellimento possa rappresentare un problema per gli appassionati del gioco. Pocketgamer, sito dedicato ai giochi per dispositivi mobili, lo ha recensito con un 9/10. Su Metacritic.com ha ricevuto una media recensioni di 81/100, ma un "User Score" di soli 6.3 punti su 10. Secondo le classifiche di Metacritic, Duel Links si sarebbe posizionato come #57 in "Best iOS Games of 2017", #5 in "Most Discussed iOS Games of 2017" e #81 in "Most Shared iOS Games of 2017".
Secondo Thinkgaming.com, soltanto gli utenti iOS degli USA spendono nel gioco circa 66.000 dollari al giorno. Fra dicembre 2017 e gennaio 2018 il gioco sarebbe oscillato fra la posizione #133 e #32 nella classifica dei "Top Grossing Games".
Nell'agosto 2017 si è tenuto a Tokyo il primo torneo mondiale di Yu-Gi-Oh! Duel Links, in concomitanza con quello del GCC. Gli inviti sono stati distribuiti ai giocatori tramite un torneo di qualificazione online.
Yu-Gi-Oh! Duel Links gioca indubbiamente un ruolo fondamentale nell'economia di Konami, che dal 2015 ha dichiarato di volersi allontanare dal mercato delle console per concentrarsi sui giochi mobile.
Secondo il resoconto delle finanze di Konami per la prima metà del suo anno fiscale 2018 (aprile-settembre 2017), il gioco ha superato i 55 milioni di download totali. La società si reputa inoltre soddisfatta del debutto di Duel Links nel panorama degli e-sport con il mondiale di Tokyo..